# Округ Монро (Тенеси)
Округ Монро (енгл. Monroe County) је округ у америчкој савезној држави Тенеси.

## Демографија
По попису из 2010. године број становника је 44.519, што је 5.558 (14,3%) становника више него 2000. године.
| Група             | 2000.          | 2010.          |
| Белци             | 36.677 (94,1%) | 41.146 (92,4%) |
| Афроамериканци    | 884 (2,3%)     | 926 (2,1%)     |
| Азијати           | 140 (0,4%)     | 152 (0,3%)     |
| Хиспаноамериканци | 684 (1,8%)     | 1.448 (3,3%)   |
| Укупно            | 38.961         | 44.519         |